# Rádio da Cidade
Rádio da Cidade (estilizado Rádio DaCidade ou ainda Rádio DACIDADE) é uma emissora de rádio brasileira sediada em São Paulo, capital do estado homônimo. Opera no dial FM, na frequências FM 99,1 MHz e FM 83,9 MHz, sendo uma concessionada em Itapevi e outra em Mogi Das Cruzes e pertence à Rede Mundial de Comunicações, do empresário Paulo Masci de Abreu, que também controla também uma filial em Mogi das Cruzes na frequência, além de diversas outras emissoras de rádio em AM e FM no estado de São Paulo.

## História
A frequência AM 1370 kHz está em funcionamento desde a década de 1990, quando operava como Rádio Atual.
Ainda quando a emissora se denominava de Rádio Iguatemi, o Shopping Iguatemi processou a rádio pelo uso indevido da marca "Iguatemi" em sua nomenclatura, sendo que o nome é uma marca registrada da empresa de shopping center. Com isso, a emissora passou a se chamar Rádio Apolo. A rádio também demitiu a sua equipe de profissionais em dezembro de 2014, quando passou a transmitir uma programação só com músicas.
Em agosto de 2015, a frequência passa a ser ocupada pela Rede do Coração e suas operações passam para a frequência 1520 kHz, sediada em Mogi das Cruzes. A emissora também operava em Campinas, na frequência de FM de 96.5 MHz, que posteriormente passou a transmitir a Rádio Plenitude. A emissora voltou a ser sintonizada em 1370 kHz no final de 2015, ter ficado fora do ar por algumas semanas e ter transmitido a Super Rádio, que possui a sua frequência originalmente em 1150 kHz, e a Top FM.
Em 14 de outubro de 2016, a Rádio da Cidade voltou ao ar na frequência 1370 kHz, também sendo transmitida na frequência de Mogi das Cruzes. Em 2017, entra no ar uma filial da Rádio da Cidade em Santos.
No dia 4 de julho de 2023 começou a operar na frequência 86,7 MHz de Itapevi migrante da 1370 Khz, essa frequência nesmo sendo da Rádio DaCidade retransmitia o Sinal da Estilo FM
Em julho de 2024, a Rádio DaCidade de Mogi das Cruzes começou a transmitir na frequência 83,9 Mhz, transmitindo simultaneamente a mesma programação da 1520 Khz.
No dia 4 de Novembro de 2024 às 19h00 a Rádio Da Cidade começou a transmitir na frequência 99,1 Mhz de Itapevi, Substituindo a Rádio Apolo nessa frequência.
No dia 5 de dezembro de 2024, a Rádio DaCidade foi substituída pela Rádio Apolo na frequência 1520 Khz e 83,9 Mhz de Mogi Das Cruzes, porém no dia 28 de fevereiro de 2025 a Rádio DaCidade voltou nas mesmas frequências.